# 中山昌樹

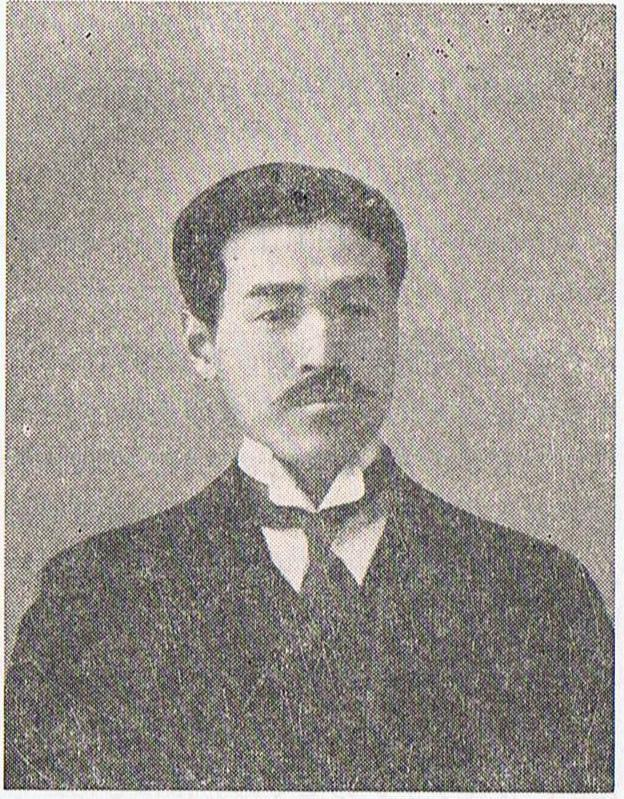
中山昌樹

中山 昌樹（なかやま まさき、1886年4月10日 - 1944年4月2日）は、牧師、神学者、翻訳家。

## 生涯
金沢市に生れる。1910年明治学院卒業。ヨーロッパ中世に関心を持っていた彼は、まずダンテ・アリギエーリの『神曲』と『新生』を翻訳した。1934年にジャン・カルヴァンの『キリスト教綱要』を翻訳し、戦後の渡辺信夫訳がでるまで用いられた。「キリスト教綱要」の原稿は背丈の高さほどに達したという。中村敏は、戦前にアジアで「キリスト教綱要」の全訳を持っていたのは日本だけであり、日本では高度な神学書がいち早く翻訳されてきたと言っている。
アウグスティヌスの『告白』（『懺悔録』）、トマス・ア・ケンピスの『キリストに倣いて』も訳している。墓所は多磨霊園

## キリスト教綱要
キリスト教綱要の訳者序で、2000年の長きキリスト教史上、あらゆる意味においての最大著作は、アウグスティヌスの『神の国』とトマス・アクィナスの『神学大全』とカルヴァンの『キリスト教綱要』との3書だとし、今日の我々にとって最も重要なのは、カルヴァンの『キリスト教綱要』であると述べ、「「カルヴィニズムは欧州を救うた」。それはまた世界をも救わねばならぬ。」「世界の将来は、カルヴィニズムの「神」にかかっているのである。」と主張している。

## 讃美歌
賛美歌の翻訳者であり、讃美歌 (1954年版)には、9番ちからの主を、12番めぐみゆたけき主を、24番父の神よ、夜は去りて、75番ものみなこぞりて、96番エサイの根より、102番もろびと声あげ、108番いざ歌え、いざ祝え、258番貴きみかみよ、304番まことなるみかみ、334番いつわりの世に、417番久しく待ちにしが収録されている。

## 著書
- 詩聖ダンテ 洛陽堂、1921
- ダンテ神曲の研究 新生堂 1924
- ダンテ神曲物語  婦人之友社、1924
- 『詩聖ゲエテ』洛陽堂、1924年
- 美しき魂 新生堂、1926
- ミルトン失楽園物語 婦人之友社、1926
- 宇宙の微笑 詩集 新生堂、1926

## 翻訳
- 『文藝復興の三大藝術家』譯著、洛陽堂 1915
- パウル・サバティエ『アッシジの聖フランチェスコ』新生堂、1915年
- ダンテ・アリギエーリ『神曲』洛陽堂、1917年
- ダンテ・アリギエーリ『新生』洛陽堂、1917
- 『聖アウグスティヌス懺悔録』洛陽堂、1919年
- トマス・ア・ケンピス『基督に倣ひて 』洛陽堂、1920年
- 俗語論・水陸論 ダンテ 新生堂、1925
- ダンテ帝政論・書翰集 新生堂、1925
- 饗宴 ダンテ 新生堂、1925
- 衷なる生活 アンダヒル 教文館出版所、1929
- エティカ スピノザ 世界大思想全集 第43巻 春秋社、1929
- ジョン・ミルトン『ミルトン失楽園物語』婦人之友社、1926年
- ジャン・カルヴァン『キリスト教綱要』全3巻、新生堂、1934-1939年、新教出版社、1949年

## 参考
- 「CALVIN」No.4 1962年12月10日 カルヴァン著作刊行会